# شهرستان ریچی (ویرجینیای غربی)
شهرستان ریچی، ویرجینیای غربی (به انگلیسی: Ritchie County, West Virginia) یک سکونتگاه مسکونی در ایالات متحده آمریکا است که در ویرجینیای غربی واقع شده‌است.

## خصوصیات
شهرستان ریچی ۱٬۱۷۵٫۸۶ کیلومترمربع مساحت دارد.